# 1971 (filme)
1971 (em língua marata: १९७१) é um filme indiano dirigido e escrito por Amrit Sagar e Piyush Mishra, baseado em uma história verdadeira de dois prisioneiros de guerra após a Guerra Indo-Paquistanesa de 1971. No National Film Awards, ganhou como o melhor filme em hindi. O filme é um relato da fuga de seis soldados do exército indiano tomados como prisioneiros de guerra pelo exército paquistanês, durante a guerra.

## Enredo
A história ocorre no Paquistão em 1977, seis anos após a Guerra Indo-Paquistanesa de 1971. O filme inicia em um campo com prisioneiros de guerra. Os soldados indianos estão realizando um desfile. Enquanto os paquistaneses Major Karamat e Coronel Sheriar Khan passam, os índios lhes dão as costas em um gesto de desrespeito.
A causa para este desrespeito é logo conhecida quando o major indiano Suraj Singh (Manoj Bajpayee), está sendo chamado fora do barracão número 6 para um interrogatório pelos paquistaneses. Ele era do setor 18 mas foi pego no setor Uri em dezembro de 1971, quando ficou sem munição. Antes de ser levado para este acampamento, ele foi preso em Kot Lakhpat, Lahore, onde foi punido duas vezes por tentar escapar. Agora, ele foi colocado no barracão 6 como punição de uma terceira tentativa de fuga. O Coronel Sheriar Khan insiste que seus companheiros do quartel ajudaram-lhe em sua tentativa de fuga. Suraj Singh se recusa a revelar seus cúmplices, e é enviado de volta para o barracão número 6 por mais três dias.
Entre os prisioneiros de guerra estão: Capitão Kabir (Kumud Mishra), Capitão Jacob (Ravi Kishan) e Pali discutindo sobre acampamento. Eles se perguntam por que os índios, que foram mantidos até agora em várias prisões em todo o Paquistão, foram trazidos para este acampamento. Eles tomam conta que Karamat e Khan estão discutindo sobre os presos do barracão 6. Todos os prisioneiros do barracão são pessoas que perderam a sanidade nas guerras de 1965 e 1971. Fora da magnanimidade, o Colonel Sheriar Khan ordena que Suraj seja liberado na manhã seguinte.